# Hrabovčík
Hrabovčík (ungarisch Gyertyánpatak – bis 1907 Hrabovcsik) ist eine Gemeinde im Nordosten der Slowakei mit 322 Einwohnern (Stand 31. Dezember 2024), die im Okres Svidník, einem Kreis des Prešovský kraj sowie in der traditionellen Landschaft Šariš liegt.

## Geographie

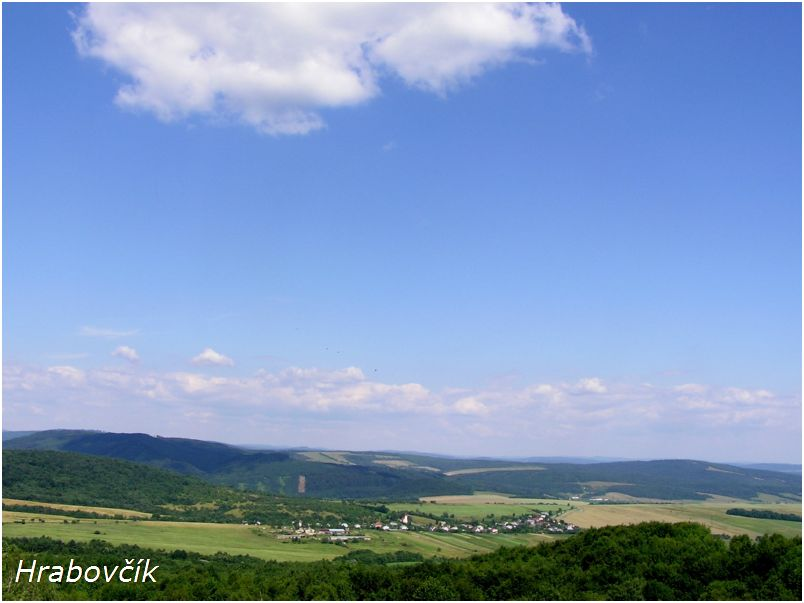
Hrabovčík

Die Gemeinde befindet sich in den Niederen Beskiden im Bergland Ondavská vrchovina, am Bach Hrabovčík im Einzugsgebiet der Ondava. Das Ortszentrum liegt auf einer Höhe von 285 m n.m. und ist fünf Kilometer von Svidník entfernt (Straßenentfernung).
Nachbargemeinden sind Svidník im Norden, Nordosten und Osten, Mestisko im Südosten und Süden, kurz Mlynárovce im Südwesten und Rovné im Westen.

## Geschichte
Hrabovčík wurde zum ersten Mal 1548 als Hrabochyk schriftlich erwähnt. 1618 war das Dorf Teil der Herrschaft von Makovica. In den 1710er Jahren kam es wegen der Flucht von Untertanen zu einer beträchtlichen Verödung.
1787 hatte die Ortschaft 52 Häuser und 299 Einwohner, 1828 zählte man 63 Häuser und 475 Einwohner, die unter anderem als Saisonarbeiter in Weingärten in den südlichen Gespanschaften / Komitaten des Königreichs Ungarn beschäftigt waren. Im 19. Jahrhundert besaß die Familie Erdődy Ortsgüter.
Bis 1918 gehörte der im Komitat Sáros liegende Ort zum Königreich Ungarn und kam danach zur Tschechoslowakei beziehungsweise heute Slowakei. In der Zeit der ersten tschechoslowakischen Republik wanderten viele Einwohner aus, im Ort selbst war Korbmacherei verbreitet. Nach dem Krieg pendelte ein Teil der Einwohner zur Arbeit in Industriebetriebe in Svidník und Košice.

## Bevölkerung
| Jahr                | 1994 | 2004     | 2014    | 2024    |
| ------------------- | ---- | -------- | ------- | ------- |
| Anzahl der Personen | 289  | 328      | 339     | 322     |
| Unterschied         |      | +13,49 % | +3,35 % | −5,01 % |

| Jahr                | 2023 | 2024    |
| ------------------- | ---- | ------- |
| Anzahl der Personen | 327  | 322     |
| Unterschied         |      | −1,52 % |

Gemäß der Volkszählung 2011 wohnten in Hrabovčík 333 Einwohner, davon 255 Slowaken, 44 Russinen, 14 Ukrainer sowie jeweils ein Pole, Rom und Tscheche. Ein Einwohner gab eine andere Ethnie an und 16 Einwohner machten keine Angabe zur Ethnie.
260 Einwohner bekannten sich zur griechisch-katholischen Kirche, 34 Einwohner zur orthodoxen Kirche und 18 Einwohner zur römisch-katholischen Kirche. Drei Einwohner waren konfessionslos und bei 18 Einwohnern wurde die Konfession nicht ermittelt.

## Bauwerke
- griechisch-katholische Erzengel-Michael-Kirche im klassizistischen Stil aus dem Jahr 1812[6]

## Verkehr
Durch Hrabovčík führt die Cesta III. triedy 3536 („Straße 3. Ordnung“) von Rovné heraus und weiter zur Kreuzung mit der Cesta III. triedy 3530 zwischen Svidník und Mestisko.